# Baldur Þór Bjarnason
Baldur Þór Bjarnason (født 3. juli 1969) er en islandsk fodboldspiller, der har spillet som angriber. Han spillede 11 kampe for Island mellem 1991 og 1993.